# Єжи Пільх
Єжи Пільх (пол. Jerzy Pilch, 10 серпня 1952, Вісла, Польща, — 29 травня 2020, Кельці) — польський письменник, публіцист, драматург і кіносценарист.

## Біографія
Закінчив факультет польської філології Ягелонського університету. До 1999 був членом редакторського колективу «Тигодніка Повшехного», згодом публікував фейлетони на шпальтах «Густлера», «Політики», «Дзєнніка» і «Пшекрою». З 2012 знову пише фейлетони для «Tygodnika Powszechnego».

## Літературні нагороди
Лауреат премії Фундації ім. Косцєльських (1989) за книжку «Зізнання автора нелеґальної еротичної літератури», нагороди «Краківська книжка місяця» (1998) за роман «Тисяча спокійних міст», найпрестижнішої і найвищої літературної премії Nike (2001) за роман «Під міцним янголом».

## Твори
- Wyznania twórcy pokątnej literatury erotycznej, Londyn: Puls, 1988 (Nagroda Fundacji im. Kościelskich 1989).
- Spis cudzołożnic. Proza podróżna, Londyn: Puls, 1993.
- Rozpacz z powodu utraty furmanki, Kraków: Znak, 1994.
- Inne rozkosze, Poznań: a5, 1995.
- Monolog z lisiej jamy, Kraków: Universitas, 1996.
- Tezy o głupocie, piciu i umieraniu, Londyn: Puls, 1997 (finalistka Nagrody Literackiej NIKE 1998).
- Tysiąc spokojnych miast, Londyn: Puls, 1997.
- Bezpowrotnie utracona leworęczność, Kraków: Wydawnictwo Literackie, 1998 (finalistka Nagrody Literackiej NIKE 1999, Paszport Polityki 1998).
- Opowieści wigilijne, wraz z Olgą Tokarczuk i Andrzejem Stasiukiem, «Czarna Ruta», 2000.
- Pod Mocnym Aniołem, Kraków: Wydawnictwo Literackie, 2000 (Nagroda Literacka NIKE 2001).
- Upadek człowieka pod Dworcem Centralnym, Kraków: Wydawnictwo Literackie, 2002.
- Miasto utrapienia, Warszawa: Świat Książki, 2004.
- Narty Ojca Świętego, Warszawa: Świat Książki, 2004.
- Moje pierwsze samobójstwo, Warszawa: Świat Książki, 2006 (finalistka Nagrody Literackiej NIKE 2007).
- Pociąg do życia wiecznego, Warszawa: Świat Książki, 2007 (zbiór felietonów, które ukazały się w latach 2002—2006 na łamach tygodnika «Polityka» i od czerwca 2006 w «Dzienniku»).
- Marsz Polonia, Warszawa: Świat Książki, 2008.
- Sobowtór zięcia Tołstoja, Warszawa: Świat Książki, 2010.
- Byliśmy u Kornela, Wydawnictwo Literackie, 2010
- Dziennik, «Wielka Litera», 2012.
- Wiele demonów, «Wielka Litera», 2013.

## Переклади українською
- Пільх Є. Колядка Дон Жуана // Кур'єр Кривбасу. — 2002. — № 147. — С. 186—192. Переклад Ігоря Пізнюка
- Пільх Є. Тисяча спокійних міст [Фрагмент роману] // Критика. — 2002. — Ч. 12. — С. 31-33. Переклад Ігоря Пізнюка [недоступне посилання з серпня 2019]
- Пільх Є. Труп зі складеними крилами // Потяг 76. — 2009. — Тринадцятий рейс. Переклад Ігоря Пізнюка [недоступне посилання з серпня 2019]
- Пільх Є. Сніг дві третіх доби // Київська Русь. — 2009. — Кн. 7-8 (38-39). — С. 270—280. Переклад Ігоря Пізнюка
- Пільх Є. Під міцним янголом. — К.: «Університетське видавництво ПУЛЬСАРИ», 2011. Переклад Ігоря Пізнюка
- Пільх Є. Тисяча спокійних міст // Всесвіт. — 2014. — № 1-2. — С. 113—163; — № 3-4. — С. 151—193. Переклад Ігоря Пізнюка